# Wspaniali bracia Baker
Wspaniali bracia Baker (oryg. The Fabulous Baker Boys) – film produkcji amerykańskiej z 1989 roku w reżyserii Stevena Klovsa.

## Opis fabuły
Film opowiada o dwóch braciach (granych przez Jeffa i Beau Bridgesów), którzy występują jako duet pianistyczny w małych klubach w Seattle. Bracia zatrudniają piosenkarkę (Michelle Pfeiffer), aby urozmaicić swoje występy. Pojawienie się pięknej wokalistki wywołuje napięcia między rodzeństwem.
Film osadzony jest w teraźniejszości, jednak wygląd, nastrój i dialogi odwołują się do amerykańskich filmów z lat 40.

## Obsada
- Michelle Pfeiffer jako Susie Diamond
- Jeff Bridges jako Jack Baker
- Beau Bridges jako Frank Baker
- Ellie Raab jako Nina
- Xander Berkeley jako Lloyd
- Dakin Matthews jako Charlie
- Ken Lerner jako Ray
- Albert Hall jako Henry
- Jennifer Tilly jako Monica Moran/Blanche

## Nagrody
- Złoty Glob:
  - Najlepsza aktorka w dramacie – Michelle Pfeiffer
  - Najlepsza muzyka – Dave Grusin (nominacja)
- BAFTA:
  - Najlepszy dźwięk
  - Najlepsza aktorka pierwszoplanowa – Michelle Pfeiffer (nominacja)
- Oscar:
  - Najlepsza aktorka pierwszoplanowa – Michelle Pfeiffer (nominacja)
  - Najlepsza muzyka filmowa – Dave Grusin (nominacja)
  - Najlepsze zdjęcia – Michael Ballhaus (nominacja)
  - Najlepszy montaż – William Steinkamp (nominacja)